# David Behrman
David Behrman, född 16 augusti 1937 i Salzburg, Österrike, är en amerikansk kompositör och musiker. Han verkar inom genren minimalism och har varit viktig i utvecklingen av datorgenererad musik. Hans kändaste verk är 1977 års On the Other Ocean, där datorgenererad musik blandas med musik från traditionella instrument. Flera andra av hans verk vidareutvecklar denna idé. Han har också arbetat som lärare och föreläsare, bland annat vid Bard College i New York.
Han är son till manusförfattaren S.N. Behrman.

## Diskografi
- On the Other Ocean (1977)
- Leapday Night (1987)
- Unforeseen Events (1991)
- Wave Train Alga Margin (1998)
- My Dear Siegfried (2005)